# Аполон Григориев
Аполо̀н Алекса̀ндрович Григо̀риев (на руски: Аполлон Александрович Григорьев) е руски писател, публицист и общественик.
Роден е на 28 юли (16 юли стар стил) 1822 година в Москва семейството на съдебен чиновник и крепостна селянка, които се женят малко след раждането му. През 1842 година завършва право в Московския университет, а малко по-късно заминава за Санкт Петербург, като започва да се занимава с литературна дейност, публикува стихове, проза и критика. През 1847 година се връща в Москва, а през 1850 година оглавява редакцията на списание „Москвитянин“, поставяйки началото на движението на почвениците.
Аполон Григориев страда от алкохолизъм и умира от инсулт на 7 октомври (25 септември стар стил) 1864 година в Санкт Петербург.